# Amplectister terapoides
Amplectister terapoides — вид викопних мірмекофільних жуків з родини карапузиків (Histeridae). Описаний у 2022 році. Виявлений у шматку бірманського бурштину, що датується пізньою крейдою (99 млн років тому).

## Типове місцезнаходження
Бурштин зібраний у шахті на пагорбі Ноідже Бум, долина Хуконг, штат Качин, північна М'янма.

## Етимологія
Назва виду terapoides вказує на помітну подібність у модифікаціях задніх ніг до модифікацій ніг жуків з сучасного роду Terapus. Ця назва, у свою чергу, перекладається як «нога мутанта».

## Опис
Дрібні жуки із сильно збільшеними задніми ногами. Загальна довжина тіла 1,3 мм. Тіло маленьке, майже квадратне, довгасте, нерівномірно сплощене на спині. Поверхня матова, не блискуча, переважно гола, без щетинок, без явних пунктур (вентральна сторона частково з великими густими цятками). Колір однорідний від темно-коричневого до темно-червоно-коричневого.
Задні ноги виділяються своїми великими розмірами та широкою формою. Задні тази округлі, дуже широко розставлені; вертлуг маленький; заднє стегно широке і чітко розширене, з виступаючим кілем уздовж зовнішньої медіальної поверхні, зовнішня поверхня помірно щетиниста, зі своєрідним стільниковим малюнком з великих точок, внутрішня поверхня слабо увігнута для прийому внутрішнього краю задніх гомілок. Задні гомілки різко широкі і плоскі, подовжено-овальні, значно розширені, внутрішній край з розсіяними рідкісними щетинками, зовнішня поверхня зі своєрідним стільниковим малюнком з великих точок, крім зовнішнього краю, внутрішня поверхня з численними довгими жорсткими щетинками уздовж зовнішнього (= верхнього). Метатарзус сегментований на мезотарзус та протарзус.